# Eucarta fuscomaculata
Eucarta fuscomaculata là một loài bướm đêm trong họ Noctuidae.